# روديز - مطار أفيرون
روديز - مطار أفيرون، (IATA: RDZ، ICAO: LFCR) ، (بالفرنسية: Rodez–Aveyron Airport) هو مطار متنامٍ، يقع على أراضي بلدية ساليس لا سور، على بُعد 10 كم تقريبًا خارج مركز روديه، عاصمة مقاطعة أفيرون ، فرنسا. ولديها مدرج دولي بطول 2100 متر، فضلاً عن مدرج ثانٍ طوله 800 متر. وهو المطار المثالي للوصول إلى إدارات أفيرون، تارن، تارن وغارون، لوط، هيرو، جارد، لوزر وكانتال.